# Melchior van den Kerckhove
Melchior van den Kerckhove (? - Corfu, 1619) was een kaper, ontdekkingsreiziger en admiraal.

## Leven
Van het leven van Melchior van den Kerckhove is alleen fragmentarisch iets overgeleverd.
Waar en wanneer hij geboren is, is onbekend. Simon Stevin vermeldde een Melchior van de Kerckhove in zijn Eertclootschrift, onderdeel van Wisconstighe Gedachtenissen, die op Tenerife was geboren, maar of het om dezelfde Melchior gaat is onbekend.
In november 1596 arriveerde de kaperkapitein Melchior van den Kerckhoven in Middelburg op een schip dat buit was gemaakt op de Portugezen. De lading van dit gekaapte schip omvatte onder andere honderd Afrikanen die tot slaaf waren gemaakt en afkomstig waren uit Guinee. Verdere lotgevallen van deze Afrikanen zijn niet bekend. Waarschijnlijk heeft Pieter van der Haegen hen eind november door zijn kapitein Melchior van den Kerckhoven naar West-Indië laten brengen, waar ze dan zouden zijn verkocht.
In juni 1599 verliet een vloot de haven van Rotterdam om handel te drijven op Afrika onder bevel van admiraal Melchior van den Kerckhoven. De reders gaven Van den Kerckhoven de opdracht om Spaanse en Portugese schepen in beslag te nemen, en daartoe werd een officiële kaperbrief afgegeven door stadhouder Maurits van Oranje.
In augustus 1599 kaapte Van den Kerckhoven het schip Ponte, dat met een Portugese kapitein op was weg naar Brazilië. Het bleek echter een Venetiaans schip te zijn. Dit gaf niet alleen aanleiding tot inhechtenisneming van de Nederlanders en inbeslagname van de Nederlandse schepen die in Venetië waren, maar ook tot een omvangrijke civiele procedure tegen Van den Kerckhove en zijn reders voor de Hoge Raad van Holland.
In 1607 fungeerde Van den Kerckhove als tolk tussen een koopman uit Madeira en Elias Trip, die een schip naar Angola uitreedde.
Nadat de VOC Henry Hudson had afgevangen voor een zoektocht naar de Noordoostelijke doorvaart, kwam het tussen Isaac le Maire en koning Hendrik IV van Frankrijk in het geheim tot een overeenkomst om de noordoostelijke ontdekkingsreis onder een andere kapitein te laten uitvoeren. Op 5 mei 1609 vertrok Melchior van den Kerckhove op deze ontdekkingsreis. De tocht onder zijn leiding werd een mislukking. Vermoedelijk heeft hij alleen enkele eilanden van de Spitsbergen-archipel ontdekt.
In 1615-1617 speelde zich een oorlog af tussen de aartshertog van Stiermarken, Spanje en Venetië, een strijd die in korte tijd escaleerde tot vrijwel alle vijanden van Habsburg erbij betrokken waren. Een Nederlandse vloot voor steun aan Venetië zeilde in mei 1618 uit onder admiraal Melchior van den Kerckhoven.
Op 24 juni 1618 werd de vloot in de nabijheid van Gibraltar door negen Spaanse schepen aangevallen. Een van de Spaanse schepen werd in de grond geboord en een aantal andere gehavend. Het zou het enige wapenfeit blijven. Toen de schepen in Venetië aankwamen ontdekten de autoriteiten dat meer dan de helft van de bemanning niet uit volwassenen bestond, zoals afgesproken, maar uit jongeren tussen tien en achttien jaar. Geijl veronderstelde dat er in Plymouth of elders een groot aantal bemanningsleden waren vervangen door de goedkopere jongeren.
Op de terugreis bezweek Van den Kerckhove bij Corfu.